# Paris Green (film)
Paris Green er en amerikansk stumfilm fra 1920 af Jerome Storm.

## Medvirkende
- Charles Ray som Luther Green
- Ann May som Ninon Robinet
- Bert Woodruff som Mathew Green
- Gertrude Claire som Sarah Green
- Donald MacDonald som Jules Benoit
- Gordon Mullen som 'Hairpin' Petrie
- Norris Johnson som Edith Gleason
- William Courtright som Malachi Miller
- Ida Lewis som Mrs. Miller
- Otto Hoffman som Andre Robinet